# Passo d'Areia (Santa Maria)
Passo d'Areia é um bairro do distrito da sede, no município gaúcho de Santa Maria, no Brasil. Localiza-se na região oeste da cidade.
O bairro Passo d'Areia possui uma área de 2,6781 km² que equivale a 2,20% do distrito da Sede que é de 121,84 km² e  0,1495% do município de Santa Maria que é de 1791,65 km².

## História
O bairro já existia oficialmente em 1986. Em 2006, quando da nova divisão em bairros do distrito da Sede, o Passo d'Areia teve acrescido em seu território uma área até então sem-bairro situada entre a canalização do Arroio Cadena e a estrada para a Caturrita, onde está situado o Colégio Militar de Santa Maria.

### Patrimônio histórico
Sotéia
Talvez o patrimônio municipal mais prejudicado pela ação do tempo e pela falta de manutenção e de atenção do poder público, é considerada a construção mais antiga da cidade. Localizada à rua Venâncio Aires, neste bairro de Passo d'Areia, foi um marco militar construido pelo Coronel Niederauer - figura política e militar da cidade. O nome é uma variável da palavra açoteia (do árabe assuthaiha), que significa o terraço que deu nome a casa. Há muita especulação sobre a data de sua construção - que teria ocorrido entre 1840 e 1850. O local era de propriedade da família Winck (de origem alemã) e foi vendido para a família Niederauer. A casa pertenceu aos Niederauer até 1946 - quando com quase 100 anos de existência - a propriedade já apresentava sinais de deterioração. Após vendê-la, o novo proprietário Frederico Guilherme Schereschewsky recuperou o prédio, que passou a ser utilizado como moradia e estabelecimento comercial de artigos variados bastante popular, a Casa Nacional. Na década de 1990 a sotéia passou a ser utilizada como moradia para um caseiro e sua família. Na parte dos fundos, desabou parcialmente o telhado da parte mais antiga da casa. Também se fala que a soteia tenha surgido com base nas estâncias gaúchas por se valer de elementos da arquitetura uruguaia e argentina. A construção horizontalizada possui, em toda a sua fachada, portas e janelas retangulares tipo guilhotina, com desenhos geométrico em curva. A última pintura realizada foi feita na década de 1980 com as cores verde, vermelho e amarelo.

## Limites
Limita-se com os bairros: Bonfim, Caturrita, Divina Providência, Juscelino Kubitschek, Noal, Nossa Senhora do Rosário, Nova Santa Marta.
Descrição dos limites do bairro: A delimitação inicia na divisa oeste da área militar, junto a estrada desativada da Caturrita, num ponto que dista 20 metros ao noroeste da projeção do eixo da Rua 12, do Loteamento Alto da Boa Vista, segue-se a partir daí pela seguinte delimitação: linha de projeção que parte deste ponto, no sentido nordeste, e liga a nascente de uma sanga sem denominação, afluente da margem oeste do Arroio Cadena; pelo leito da referida sanga, no sentido a jusante; eixo do corredor, antiga linha da fronteira, no sentido sudeste; eixo da canalização do Arroio Cadena, no sentido a jusante; eixo da Rua Coronel Valença, no sentido sudeste; eixo da Rua Aristides Lobo, no sentido leste; eixo da Avenida Borges de Medeiros, no sentido sudeste; eixo da Rua Venâncio Aires, no sentido oeste, contornando para sudoeste; divisa oeste da área militar, junto à Rua Herotildes Costa e estrada desativada da Caturrita, no sentido noroeste, até encontrar o ponto que dista 20 metros ao noroeste da projeção do eixo da Rua 12, do Loteamento Alto da Boa Vista, início desta demarcação.

## Unidades residenciais
O bairro Passo d'Areia, pertencente ao distrito da Sede, é uma unidade de vizinhança que contém as seguintes unidades residenciais:
| # | Unidade residencial  | Localização                       | Limites | Obs.       |
| - | -------------------- | --------------------------------- | --- | ---------- |
| 1 | Loteamento Roveda    | 29° 41' 16.87" S 53° 49' 19.39" O | A unidade residencial urbana que limita ao norte com a Rua São Pedro; ao leste, com a Avenida Borges de Medeiros; ao sul, com a Rua Venâncio Aires e ao oeste com a Rua São Pedro. |            |
| 2 | Passo d'Areia        |                                   | Toda a área do perímetro do bairro Passo d'Areia sem denominação específica. |            |
| 3 | Vila Independência   | 29° 41' 04.27" S 53° 49' 31.51" O | A unidade residencial urbana que limita ao norte com o fundo dos lotes que confrontam ao sul com a Rua Daudt; a leste, com a Avenida Independência; ao sul, com a Rua Lucídio Gontan e ao oeste com a Avenida Liberdade. |            |
| 4 | Vila Marechal Mallet | 29° 41' 17.47" S 53° 49' 58.62" O | A unidade residencial urbana que confronta ao sul com a Rua Venâncio Aires e limita com a Vila Oliveira e o Regimento Mallet. | [ Obs. 1 ] |
| 5 | Vila Oliveira        | 29° 40' 59.13" S 53° 50' 04.38" O | A unidade residencial urbana que limita ao norte com antiga linha férrea da fronteira; a leste, com a Avenida Liberdade; ao sul, com o Regimento Mallet, Vila Marechal Mallet e uma linha que liga um ponto que parte da Rua Maximiliano, 160 metros ao sul da Rua Daudt , no sentido oeste, para outro ponto na margem leste da canalização do Arroio Cadena, 40 metros ao sul da Rua Ernesto Becker e, ao oeste, com canalização do Arroio Cadena. | [ Obs. 2 ] |

1. ↑  O principal acesso se dá pela Rua dos Andradas, sendo que a Vila Marechal Mallet situa-se no extremo-oeste desta Rua.
2. ↑  Os acessos principais se dão pelas ruas Aristedes Lobo e Rua Coronel Ernesto Becker - ambas as ruas fazem esquina com a Avenida Borges de Medeiros.

## Demografia

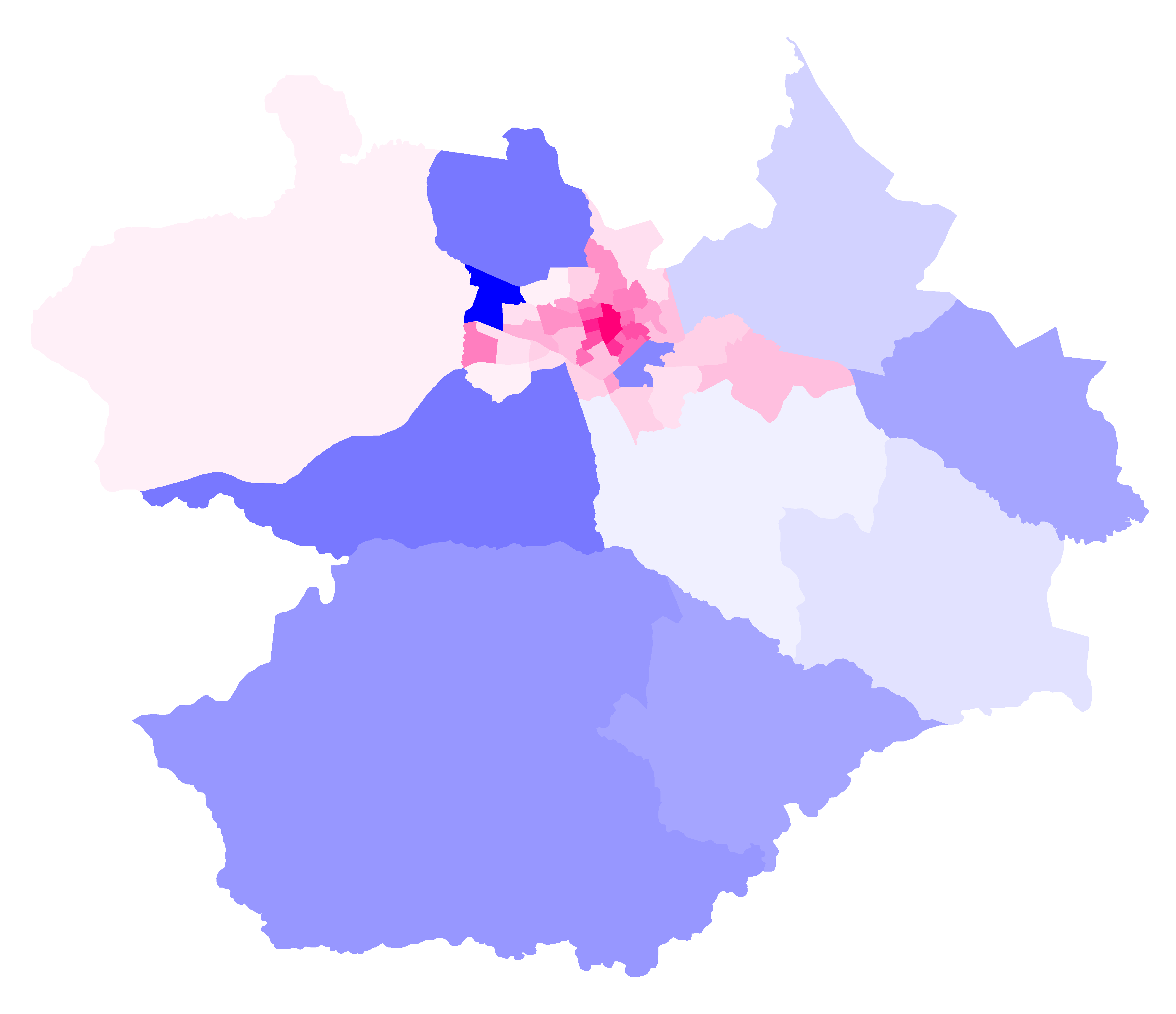
Mapa do município de Santa Maria com as divisões em bairros. Em escalas de azul os bairros com predominância masculina e em escalas de rosa os bairros com predominância feminina. Observa-se que quanto melhor a infraestrutura e o acesso a ela mais convidativo o bairro é para a população feminina. E, reciprocamente, podemos reconhecer os bairros com melhor infraestrutura observando onde a população feminina está concentrada.

Segundo o censo demográfico de 2010, Passo d'Areia é, dentre os 50 bairros oficiais de Santa Maria:
- Um dos 41 bairros do distrito da Sede.
- O 14º bairro mais populoso.
- O 26º bairro em extensão territorial.
- O 22º bairro mais povoado (população/área).
- O 22º bairro em percentual de população na terceira idade (com 60 anos ou mais).
- O 30º bairro em percentual de população na idade adulta (entre 18 e 59 anos).
- O 23º bairro em percentual de população na menoridade (com menos de 18 anos).
- Um dos 39 bairros com predominância de população feminina.
- Um dos 20 bairros que registraram moradores com 100 anos ou mais, com um total de 1 habitante masculino e 1 feminino.

Distribuição populacional do bairro
1. Total: 6995 (100%)
  1. Urbana: 6995 (100%)
  2. Rural: 0 (0%)
2. Homens: 3284 (46,95%)
  1. Urbana: 3284 (100%)
  2. Rural: 0 (0%)
3. Mulheres: 3711 (53,05%)
  1. Urbana: 3711 (100%)
  2. Rural: 0 (0%)

## Infraestrutura
Pontos Turísticos

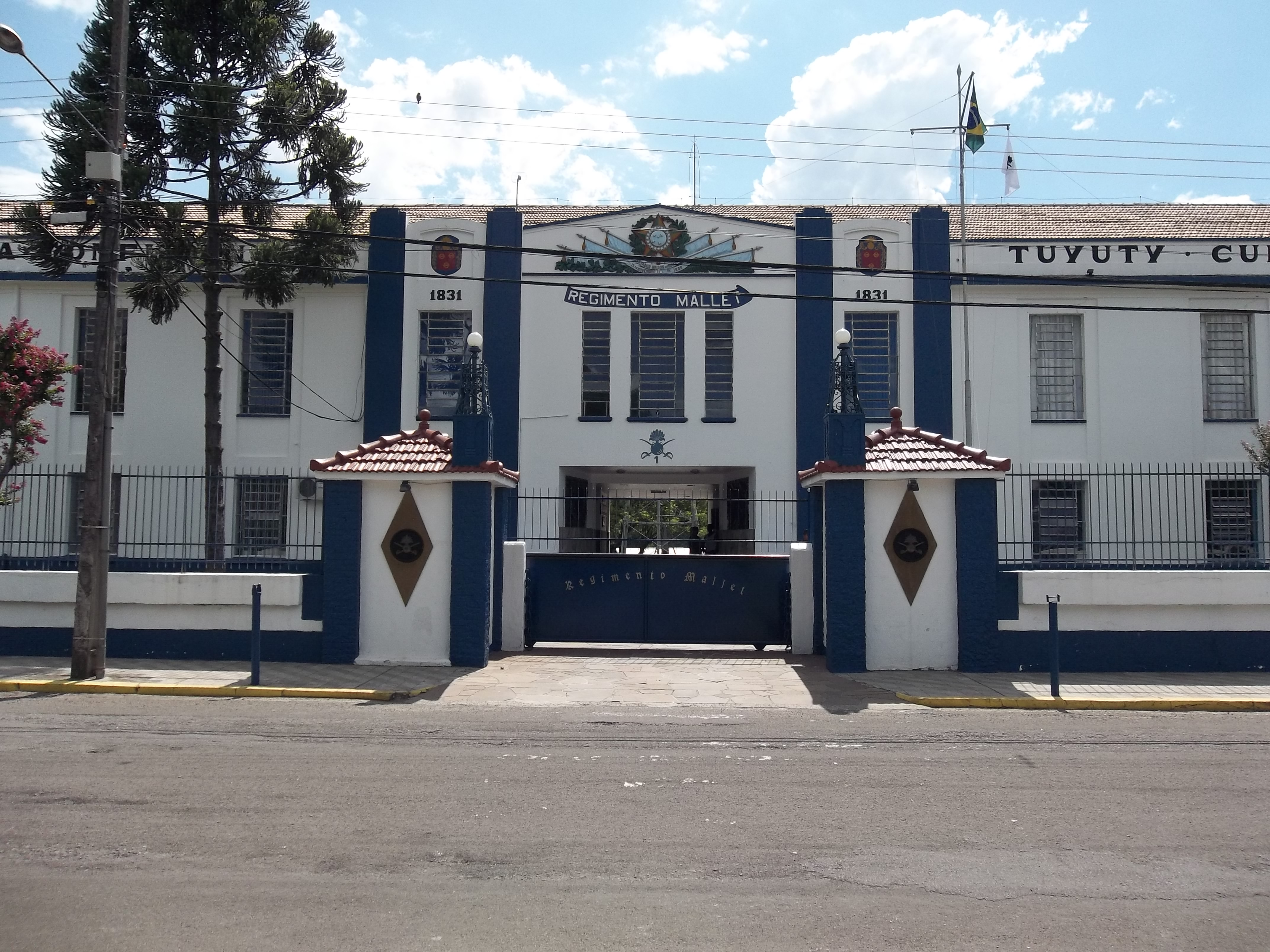
Regimento Mallet (3º Grupo de Artilharia de Campanha Autopropulsado), onde está situado o Memorial Mallet.

- O Memorial Mallet impõe-se como um dos principais espaços culturais não só do município, como também do estado do Rio Grande do Sul. O memorial apresenta, de modo educativo e cronológico, a história do regimento Mallet e da Artilharia, através de fotos, objetos, armamentos retratando a história brasileira a partir da Revolução Farroupilha, ocorrida em 1835. Além do acervo interno, estão expostos, ao ar livre, exemplares originais de diversos armamentos pesados.[6]

Espaços públicos
No bairro está situada a praça Osório (General) (ex-Hermes da fonseca e ex-Carlos Gomes).